# Aphodius contaminatus
Aphodius contaminatus is een keversoort uit de familie bladsprietkevers (Scarabaeidae). De kever kan vooral in grasland worden aangetroffen. De volwassen kevers vliegen rond september/oktober, op zoek naar paardenmest om hun eitjes af te zetten.
In 2019 vormden deze kevers grote zwermen in het oosten van Nederland. De reden van de plotselinge toename is onduidelijk. Mogelijk heeft het te maken met de droge zomer in 2018 en latere hittegolven.